# Törles Knöll
Törles Knöll (Dieburg, 13 september 1997) is een Duits voetballer die bij voorkeur als centrumspits speelt. Hij stroomde in 2017 door vanuit de jeugd van Hamburger SV. Sinds eind 2024 staat hij onder contract bij HNK Vukovar 1991.

## Clubcarrière
Knöll doorliep de jeugdreeksen van Semd, Gundernhausen, SV Darmstadt 98, Eintracht Frankfurt, FSV Frankfurt en 1. FSV Mainz 05 om vanaf 2016 uit te komen voor het tweede elftal van Hamburger SV. In het seizoen 2017/18 maakte Knöll zijn debuut in de Bundesliga. Op 15 september 2017 kwam hij zeventien minuten voor tijd Albin Ekdal vervangen in de uitwedstrijd tegen Hannover 96. De wedstrijd werd uiteindelijk met 2–0 verloren na doelpunten van Martin Harnik en Ihlas Bebou. In februari 2018 tekende Knöll een contract voor twee seizoenen bij 1. FC Nürnberg, een overeenkomst die pas vanaf juli 2018 zou ingaan. Op 22 september 2018 wist hij een eerste keer te scoren in de Bundesliga. Knöll scoorde de 2–0 eindstand tegen Hannover op een assist van Mikael Ishak.
Nadat Knöll vervolgens één seizoen speelde voor SV Wehen Wiesbaden, NK Slaven Belupo, Türkgücü München en Kickers Offenbach hield hij het bij het Kroatische HNK Vukovar 1991 anderhalf seizoen uit. Daar scoorde hij in zevenenveertig competitiewedstrijden eenentwintig keer. Zijn totale productie in vijftig wedstrijden wedstrijd was vijfentwintig goals en tien assists.
Op 5 juni 2024 werd bekend dat hij voor twee seizoenen, met een cluboptie voor nog een jaar, heeft getekend bij FC Den Bosch. Knöll debuteerde voor FC Den Bosch op 8 augustus 2024. Hij speelde de volle negentig minuten in de met 2-0 verloren uitwedstrijd tegen FC Eindhoven. Op 13 september 2024, zijn zevenentwintigste verjaardag, maakte Knöll zijn eerste twee goals voor FC Den Bosch. In de met 2-0 gewonnen thuiswedstrijd tegen ADO Den Haag scoorde de Duitser in de zestiende, op aangeven van Rik Mulders en zesenveertigste minuut op aangeven van Byron Burgering. Op 20 december maakte FC Den Bosch bekend dat het contract van Knöll in goed overleg is ontbonden en dat de spits terugkeert naar zijn vorige club in Kroatië, HNK Vukovar 1991. Met Vukovar promoveerde Knöll een half jaar later naar het hoogste niveau.

## Clubstatistieken
| Seizoen | Club            | Competitie        | Competitie | Competitie | Beker | Beker | Internationaal | Internationaal | Totaal | Totaal |
| Seizoen | Club            | Competitie        | Wed.       | Dlp.       | Wed.  | Dlp.  | Wed.           | Dlp.           | Wed.   | Dlp.   |
| ------- | --------------- | ----------------- | ---------- | ---------- | ----- | ----- | -------------- | -------------- | ------ | ------ |
| 2016/17 | Hamburger SV II | Regionalliga Nord | 32         | 17         | —     | —     | —              | —              | 32     | 17     |
| 2017/18 | Hamburger SV II | Regionalliga Nord | 30         | 21         | —     | —     | —              | —              | 30     | 21     |
| 2017/18 | Hamburger SV    | Bundesliga        | 1          | 0          | —     | —     | —              | —              | 1      | 0      |
| 2018/19 | 1. FC Nürnberg  | Bundesliga        | 10         | 1          | 2     | 0     | —              | —              | 12     | 1      |
| Totaal  | Totaal          | Totaal            | 73         | 39         | 2     | 0     | 0              | 0              | 75     | 39     |

Bijgewerkt op 22 januari 2019

## Interlandcarrière
Knöll maakte deel uit van de nationale ploeg U20 die deelnam aan het Wereldkampioenschap voetbal onder 20. De ploeg werd in de achtste finale uitgeschakeld door Zambia en dit na het spelen van verlengingen. Knöll kwam drie van de vier wedstrijden in actie. In november 2018 werd Knöll door bondscoach Stefan Kuntz opgeroepen voor de nationale ploeg U21. Hij viel ruim een half uur voor tijd in en kwam Janni Serra vervangen. Tien minuten voor tijd wist hij een 3–0 eindstand vast te zetten tegen Nederland.